# Цільова аудиторія
Цільова́ аудито́рія або авдиторія— група людей, на яких розраховано певний товар, продукт, художній твір, послугу тощо. Цільова аудиторія може визначатися як до пропозиції товару чи ідеї, так постфактум за вивченням поточної ситуації.
Люди у своїй діяльності прагнуть визнання з боку інших. Однак для того щоб товар знайшов свого покупця, послуга клієнта, а витвір мистецтва своїх поціновувачів вони повинні відповідати їхнім вимогам, смакам, звичкам, інтересам, стосуватися актуальних для них тем. Люди різні й у різних людей смаки, інтереси, потреби, досвід різні тому часто неможливо запропонувати щось таке, що сподобалося б усім. Об'єктивно люди поділяють на окремі сукупності з багато в чому спільними рисами і відповідно схожими реакціями. Одна з таких сукупностей обрана як орієнтир при виготовлені та поширенні товару, послуги, ідеї і є цільовою аудиторією. Відповідно товар, послуга чи ідея або зумисне роблять з розрахунком на цю аудиторію, або ж подаються в специфічний для цієї аудиторії спосіб.
Цільова аудиторія визначається в термінах тих параметрів які поділяють людство на однотипні за реакціями в певному аспекті групи. Типовим є виділення цільової аудиторії на основі статі, віку, доходів, освіти, місця проживання, фаху тощо.
Широта охоплення — процент людей, які належать до цільової аудиторії і які мають бути ознайомленні з рекламною кампанією за даний проміжок часу.
Частота повторення — величина, що показує, скільки разів середній представник цільової аудиторії повинен познайомитися з рекламним повідомленням.
Спеціальні заходи — заходи, що їх уживають з метою донесення до цільової аудиторії конкретних повідомлень, наприклад, прес-конференції, церемонії урочистих презентацій.